# Tomasz z Bodzentyna
Tomasz z Bodzentyna (zm. 1441 lub 1444) – rektor Uniwersytetu Jagiellońskiego w latach 1433–1434.

## Życiorys
W 1433 roku objął funkcję rektora Uniwersytetu Jagiellońskiego. Funkcję tę przestał pełnić w 1434 roku. Zmarł w 1441 lub 1444 roku.